# Mohocaris
Mohocaris is een geslacht van kreeftachtigen uit de klasse van de Malacostraca (hogere kreeftachtigen).

## Soort
- Mohocaris bayeri Holthuis, 1973